# Port of Liverpool Building
El Port of Liverpool Building (antiguamente Mersey Docks and Harbour Board Offices, o simplemente Dock Office) es un monumento clasificado de grado II* situado en Liverpool, Inglaterra, Reino Unido. Está situado en el Pier Head y, junto con sus vecinos Royal Liver Building y Cunard Building, es una de las «tres gracias» de Liverpool, que se encuentran en el paseo marítimo de la ciudad. También forma parte de la ciudad marítima y mercantil de Liverpool, designada Patrimonio de la Humanidad por la Unesco.
El edificio fue diseñado por Sir Arnold Thornely y F. B. Hobbs, en colaboración con el estudio Briggs and Wolstenholme. Fue construido entre 1904 y 1907 con una estructura de hormigón armado revestida con piedra de Pórtland. El edificio fue la sede de la Mersey Docks and Harbour Board (MDHB) durante ochenta y siete años, desde 1907 hasta 1994, cuando la empresa se trasladó a unas nuevas instalaciones en el Seaforth Dock. En 2001 fue vendido a Downing, un promotor inmobiliario de Liverpool, y entre 2006 y 2009 fue sometido a una profunda restauración que costó 10 millones de libras y restauró muchos elementos originales del edificio.
El Port of Liverpool Building es de estilo barroco eduardiano y destaca por la gran cúpula que lo corona, que actúa como punto focal del edificio. Tiene una planta aproximadamente rectangular con esquinas achaflanadas que están coronadas con cúpulas de piedra más pequeñas. Con 67 m de altura, es el decimocuarto edificio más alto de Liverpool. Al igual que el vecino Cunard Building, se caracteriza por el detalle ornamental tanto en el interior como en el exterior, y en particular por las numerosas referencias marítimas.

## Historia
En 1898 la Mersey Docks and Harbour Board (MDHB) decidió cerrar y rellenar el George's Dock, que estaba situado en la ubicación del actual Pier Head. Los terrenos fueron vendidos al Ayuntamiento de Liverpool en 1900, aunque la MDHB optó por mantener su sección sur para construir allí una nueva sede central para la empresa, que previamente estaba situada en varios lugares repartidos por toda la ciudad, incluida la antigua oficina de aduanas.

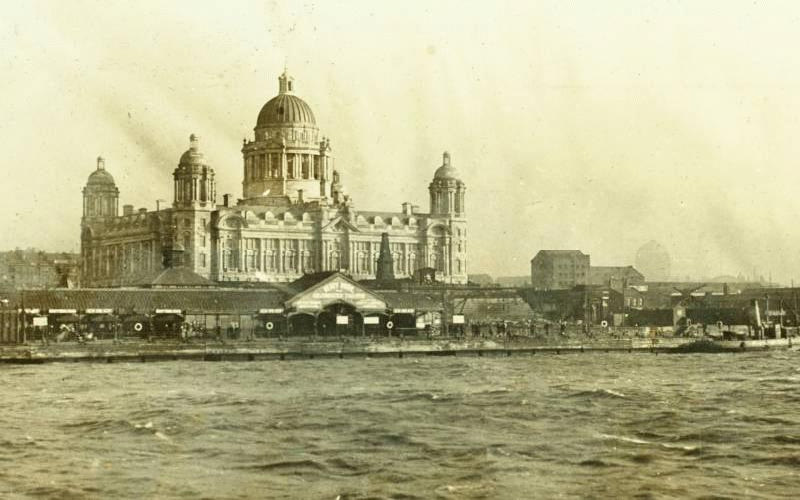
Vista desde el río Mersey antes de 1914, que muestra un hueco a la izquierda, donde actualmente se encuentra el Cunard Building.

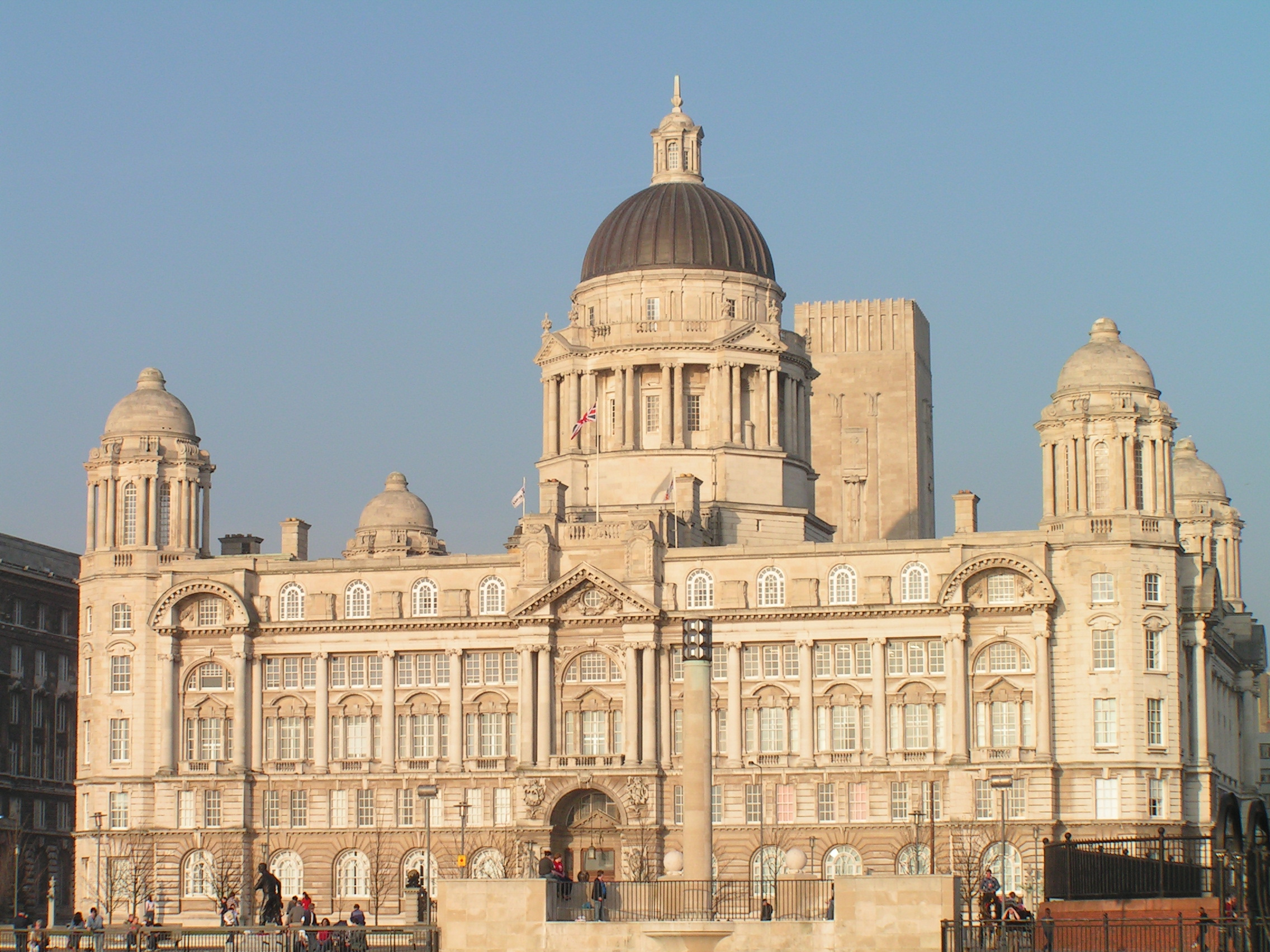
El Port of Liverpool Building.

En 1900 la MDHB formó un comité para planificar y construir un nuevo edificio para la empresa. Bajo el liderazgo de Robert Gladstone, se lanzó un concurso de arquitectura para que los arquitectos locales presentaran sus diseños para el nuevo edificio. Alfred Waterhouse, un renombrado arquitecto local, fue llamado para ayudar a juzgar la competición y se ofrecieron premios de trescientas, doscientas y cien libras para los tres mejores diseños. En total, se presentaron siete propuestas, y el diseño ganador fue el de los arquitectos Sir Arnold Thornely y F. B. Hobbs, que se desarrolló en colaboración con el estudio Briggs and Wolstenholme. Debido a los cambios de los límites del terreno en el que se iba a construir el edificio, se hicieron modificaciones al diseño, particularmente con la cúpula central, que no fue añadida hasta el último minuto.
En 1903, con el diseño actual ya confirmado, la MDHB solicitó que varios constructores presentaran un documento de contratación para la construcción del edificio. Se puso en contacto con más de treinta constructores, y William Brown & Son de Mánchester consiguió el contrato para construir el nuevo edificio. Las obras empezaron en 1904, y los primeros nueve meses de la construcción se centraron en construir los cimientos del edificio, que fueron excavados hasta una profundidad de 9,1 m-12,2 m por debajo del nivel del suelo. La estructura del edificio se construyó con hormigón armado, que posteriormente fue revestido con piedra de Pórtland, un diseño que hizo que el edificio fuera más resistente al fuego que otros sistemas estructurales. Fue completado en 1907 con un coste de aproximadamente 250 000 libras, aunque si se tiene en cuenta el coste del mobiliario, los accesorios y los honorarios profesionales, el coste total estaba más cerca de las 350 000 libras. Los trabajadores de la antigua sede de la MDHB se trasladaron oficialmente al nuevo edificio el 15 de julio de 1907, y los trabajadores de los departamentos situados en otras zonas de la ciudad se trasladaron durante el resto del año.
Durante la Segunda Guerra Mundial, la importancia de Liverpool como puerto hizo que se convirtiera en un objetivo para la Luftwaffe, y durante el Blitz de mayo de 1941, una bomba pesada explotó en el lado este del semisótano del edificio. Los daños causados por la explosión fueron significativos, y el ala este fue dañada gravemente por el fuego. No obstante, la integridad estructural del edificio hizo que gran parte del mismo pudiera ser ocupado de nuevo con tan solo reparaciones temporales. Tras la guerra, el edificio fue restaurado completamente; el coste de la restauración superó el coste original de la construcción.
El edificio actuó como sede central de la MDHB (renombrada Mersey Docks and Harbour Company en 1972) durante unos ochenta y siete años. En 1994 la empresa se trasladó a una nueva sede en el Maritime Centre, cerca del Seaforth Dock, en el norte de la ciudad, para estar más cerca del nuevo centro del sistema portuario de Liverpool. Sin embargo, la empresa siguió siendo la propietaria del edificio hasta 2001, cuando fue adquirido por Downing, una promotora inmobiliaria de Liverpool.
El proyecto presentado en 2005 para la restauración del edificio fue aprobado por el Ayuntamiento de Liverpool, e implicaba importantes obras interiores y exteriores que restaurarían completamente este edificio clasificado de grado II*. El proyecto contemplaba abrir el edificio al público creando un nuevo mirador dentro de la cúpula y una plaza hundida en la fachada que da hacia el río, que albergaría un grupo de restaurantes, cafeterías y tiendas. También se iba a restaurar la sexta planta del edificio, que había sido «desmantelada» tras la Segunda Guerra Mundial, y proporcionaría una serie de apartamentos de lujo. La primera fase del proyecto finalizó a principios de 2008, cuando se completó la restauración de la piedra de Pórtland en la fachada del edificio que da hacia el río. La restauración costó un total de 10 millones de libras y se completó a principios de 2009, cuando se retiraron los últimos andamios del exterior del edificio y se completaron los 2000 m² de oficinas reformadas.

## Diseño arquitectónico

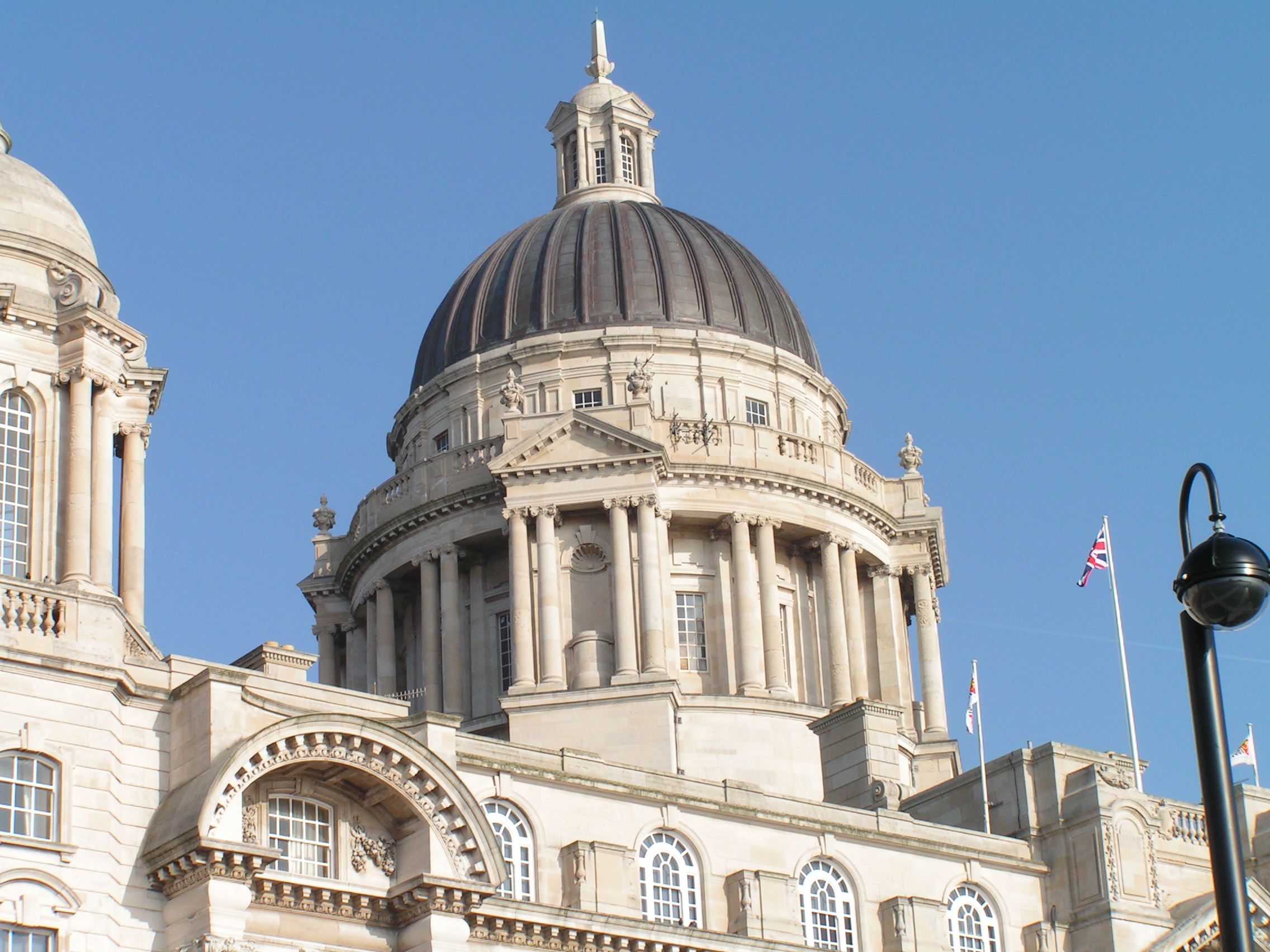
La cúpula central del edificio es el punto focal del mismo, aunque no formaba parte de su diseño original.

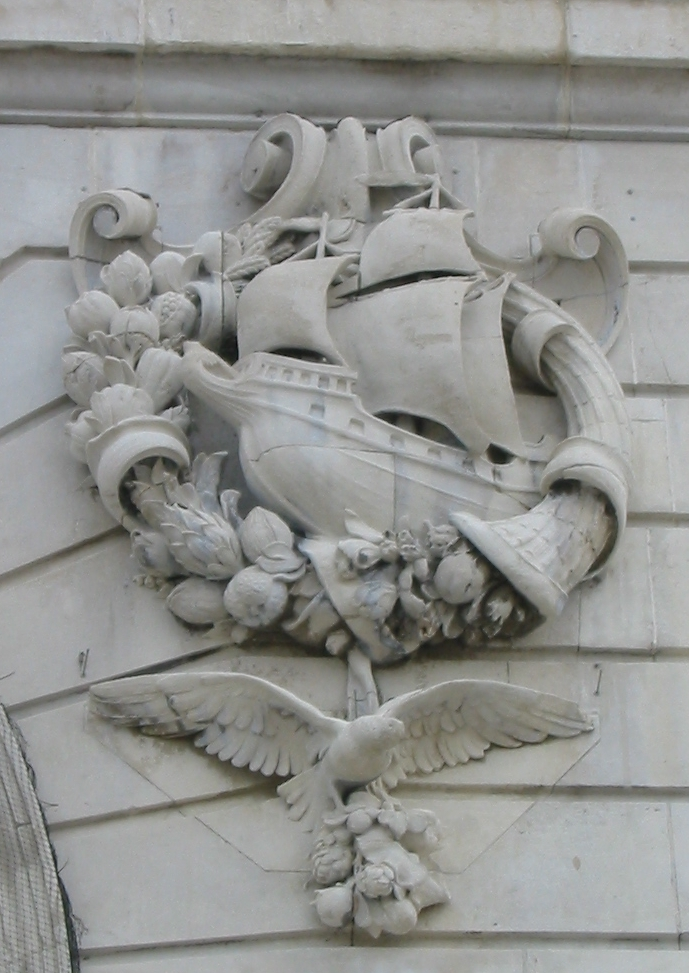
Las referencias marítimas son un elemento habitual en la decoración del edificio.

El Port of Liverpool Building es el más antiguo de los tres grandes edificios de Pier Head y sus elementos arquitectónicos se diseñaron con la intención de reflejar la importancia de Liverpool para el mantenimiento del Imperio Británico. Sin embargo, el edificio actual es en realidad una versión modificada del diseño escogido originalmente. Inicialmente, el proyecto contemplaba que la entrada principal del edificio estuviera situada en su esquina suroeste, pero los cambios en los límites de la parcela en la que se iba a construir hicieron que el diseño fuera revisado significativamente para otorgarle el aspecto simétrico que tiene en la actualidad. En particular, el diseño inicial no incluía la gran cúpula que destaca sobre el edificio en la actualidad. Inspirada en un proyecto no utilizado para la catedral anglicana de Liverpool, que había sido desarrollado varios años antes, los arquitectos añadieron la cúpula al diseño para conferir al edificio un aspecto más imponente. Esta decisión, sin embargo, no estuvo exenta de controversia, ya que algunos miembros de la junta pensaban que no formaba parte de la tarea de la autoridad portuaria «embellecer la ciudad». No obstante, fue añadida al diseño y se convirtió en el punto focal del edificio.
Diseñado en estilo barroco eduardiano, la forma estructural del Port of Liverpool Building ha sido comparada con la de los palacios renacentistas. Con un tamaño de aproximadamente 80 m por 66 m, el edificio se eleva hasta una altura de 67 m, que lo hacen el decimocuarto edificio más alto de la ciudad. El cuerpo principal del edificio tiene cinco plantas y una altura de 24 m hasta la cornisa. La entrada principal está situada en el centro del lado del edificio que da hacia el río y está flanqueada por dos estatuas femeninas de piedra de tres metros de altura que representan al Comercio y la Industria, que fueron diseñadas por Charles John Allen. Cada esquina del edificio está achaflanada y tiene una alta torreta hexagonal coronada por una cúpula de piedra, que originalmente habría estado coronada por un farol. Debido a que el edificio tiene una gran cúpula central, ha sido comparado arquitectónicamente con muchos otros edificios de todo el mundo, como el Ayuntamiento de Belfast, el Capitolio de los Estados Unidos, la basílica de San Pedro y la catedral de San Pablo de Londres.
El Port of Liverpool Building fue construido usando una estructura de hormigón armado, que no solo hizo al edificio resistente estructuralmente, sino también mucho más resistente al fuego que los sistemas estructurales anteriores. Debido a que fue construido en la ubicación del antiguo George's Dock, el edificio necesitó unos cimientos más profundos de lo normal y en su construcción se usaron unas 35 000 toneladas de cemento. Debido a la cercanía del edificio al río Mersey, se realizaron importantes obras durante la construcción del sótano para asegurarse de que fuera impermeable. Para ello, se usó asfalto en abundancia para revestir los suelos y los muros del sótano y asegurarse de que se mantuvieran secos.
El interior gira en torno a un vestíbulo octogonal que se encuentra debajo de la cúpula central. El vestíbulo tiene aberturas redondas y arqueadas desde la primera planta hacia arriba, que proporcionan grandes galerías, mientras que su suelo está decorado con un mosaico que muestra las puntas de una brújula. Los espacios de oficinas están situados a lo largo de largos pasillos centrales, que están decorados con mármol blanco de Calcuta. Una gran parte de los costes de la construcción (aproximadamente el 25 %) se gastó en decoraciones y accesorios; el interior del edificio fue decorado lujosamente usando materiales caros, como caoba de España y roble de Gdansk para la carpintería, bronce para el mobiliario y accesorios, y mármol blanco para los suelos y paredes. Un destacado elemento del interior es la gran escalera de granito gris, cuyo recorrido está acompañado por vidrieras con imágenes de Poseidón, anclas, campanas de a bordo, conchas y dedicatorias a países del Imperio Británico como Singapur, Sudáfrica, Canadá y Australia. La grandiosidad del interior del edificio ha hecho que haya sido utilizado como escenario de grabación de varias producciones, como Las aventuras de Sherlock Holmes.
Por todo el edificio hay numerosas referencias al mar y a las operaciones marítimas, tanto de Liverpool como del Imperio Británico. Las principales puertas de entrada están decoradas con un globo terráqueo sostenido por delfines, mientras que las puertas y los pilares de hierro fundido están decorados con sirenas, conchas y anclas, y tienen escudos con las iniciales M. D. y H. B. Los accesorios de iluminación exteriores están diseñados de manera que las luces parecen sostenidas en las manos del dios romano Neptuno. De manera similar, los ascensores también están decorados con referencias marítimas, en la forma de emblemas dorados que representan el globo terráqueo, caballitos de mar y anclas. En el vestíbulo central, el friso entre la planta baja y la primera planta está adornado con las palabras del salmo 107: «Los que descienden al mar en naves, y hacen negocio en las muchas aguas, ellos han visto las obras de Jehová, y sus maravillas en las profundidades. Anno Domini MCMVII».